# Бжезіни (Клобуцький повіт)
Бжезіни (пол. Brzeziny) — село в Польщі, у гміні Пшистайнь Клобуцького повіту Сілезького воєводства.
Населення — 317 осіб (2011).
У 1975-1998 роках село належало до Ченстоховського воєводства.

## Демографія
Демографічна структура станом на 31 березня 2011 року:
|          | Загалом | Допрацездатний вік | Працездатний вік | Постпрацездатний вік |
| -------- | ------- | ------------------ | ---------------- | -------------------- |
| Чоловіки | 163     | 37                 | 109              | 17                   |
| Жінки    | 154     | 39                 | 85               | 30                   |
| Разом    | 317     | 76                 | 194              | 47                   |